# Міжконтинентальний кубок з футболу 1984
Двадцятий третій розіграш Міжконтинентального кубка відбувся 9 грудня 1984 року в Токіо. «Кубок Тойоти» здобув аргентинський «Індепендьєнте». Найкращим гравцем матчу було визнано автора єдиного забитого м'яча Хосе Альберто Перкудані.

## Претенденти
Трофеї аргентинського «Індепендьєнте»:
- Міжконтинентальний кубок (1): 1973
- Кубок Лібертадорес (7): 1964[en], 1965[en], 1972[en], 1973[en], 1974[en], 1975[en], 1984[en]
- Міжамериканський кубок (3): 1973[es], 1974[es], 1976[es]
- Чемпіонат Аргентини (11): 1938, 1939, 1948, 1960, 1963, 1967Н, 1970М, 1971М, 1977Н, 1978Н, 1983М
- Аматорський чемпіонат Аргентини (2): 1922, 1926

Кращі бомбардири команди в чемпіонатах Аргентини: Арсеніо Еріко (293), Мануель Сеоане (233), Вісенте де ла Мата (151), Луїс Раваскіно (136), Антоніо Састре (112), Норберто Оутес (90), Ернесто Грільйо (90), Раймундо Орсі (90), Каміло Червіно (89), Даніель Бертоні (80).
Трофеї англійського «Ліверпуля»:
- Кубок європейських чемпіонів (4): 1977, 1978, 1981, 1984
- Кубок УЄФА (2): 1973, 1976
- Суперкубок Європи (1): 1977
- Чемпіонат Англії (15): 1901, 1906, 1922, 1923, 1947, 1964, 1966, 1973, 1976, 1977, 1979, 1980, 1982, 1983, 1984
- Кубок Англії (2): 1965, 1974
- Кубок Футбольної ліги (4): 1981, 1982, 1983, 1984
- Суперкубок Англії (9): 1964, 1965, 1966, 1974, 1976, 1977, 1979, 1980, 1982

Чемпіони світу 1966 року в складі національної збірної: Джеррі Берн, Іан Каллаган і Роджер Гант.
Найбільше матчів у Футбольній лізі провели: Іан Каллаган (640),  Біллі Лідделл (492), Емлін Г'юз (474), Рей Клеменс (470), Томмі Сміт (467), Ілайша Скотт (430), Кріс Лоулер (406), Роджер Гант (404), Філ Ніл (400), Дональд Мак-Кінлі (393).
Кращі бомбардири команди в першому дивізіоні: Гордон Ходжсон (233), Роджер Гант (168), Гаррі Чамберс (135), Дік Форшоу (116), Джек Паркінсон (104), Кенні Далгліш (103), Сем Рейбоулд (100), Біллі Лідделл (97), Джек Балмер (94), Іан Сент-Джон (77),  (77).
Кращі бомбардири у Футбольній лізі: Роджер Гант (245), Гордон Ходжсон (233), Біллі Лідделл (215), Гаррі Чамберс (135), Джек Паркінсон (123), Кенні Далгліш (103).

## Турнірний шлях
Кубок Лібертадорес 1984:
| №                                                           | Раунд              | Команда 1              | Рахунок | Команда 2              | Автори голів                                    |
| ----------------------------------------------------------- | ------------------ | ---------------------- | ------- | ---------------------- | ----------------------------------------------- |
| 1                                                           | Група 1            | «Естудіантес»          | 1:1     | «Індепендьєнте»        | Ісса — Барберон                                 |
| 2                                                           | Група 1            | «Спортіво Лукеньйо»    | 0:1     | «Індепендьєнте»        | Бурручага                                       |
| 3                                                           | Група 1            | «Олімпія»              | 1:0     | «Індепендьєнте»        | Масієль                                         |
| 4                                                           | Група 1            | «Індепендьєнте»        | 2:0     | «Спортіво Лукеньйо»    | Мараньйоні, Мерліні                             |
| 5                                                           | Група 1            | «Індепендьєнте»        | 4:1     | «Естудіантес»          | Барберон, Бурручага, Бочині (2) — Понсе         |
| 6                                                           | Група 1            | «Індепендьєнте»        | 3:2     | «Олімпія»              | Мараньйоні, Бурручага, Буфаріні — Гуаш, Бенітес |
| 7                                                           | Півфінал (група 1) | «Насьйональ»           | 1:1     | «Індепендьєнте»        | Карраско — Барберон                             |
| 8                                                           | Півфінал (група 1) | «Універсідад Католіка» | 0:0     | «Індепендьєнте»        |                                                 |
| 9                                                           | Півфінал (група 1) | «Індепендьєнте»        | 2:1     | «Універсідад Католіка» | Буфаріні, Бурручага — Нейра                     |
| 10                                                          | Півфінал (група 1) | «Індепендьєнте»        | 1:0     | «Насьйональ»           | Бурручага                                       |
| 11                                                          | Фінал              | «Греміо»               | 0:1     | «Індепендьєнте»        | Бурручага                                       |
| 12                                                          | Фінал              | «Індепендьєнте»        | 0:0     | «Греміо»               |                                                 |
| Усього: 7 перемог, 4 нічиї, 1 поразка, різниця м'ячів 16:7. |                    |                        |         |                        |                                                 |

Кубок європейських чемпіонів 1983—1984:
| №                                                | Раунд | Команда 1   | Рахунок      | Команда 2   | Автори голів                             |
| ------------------------------------------------ | ----- | ----------- | ------------ | ----------- | ---------------------------------------- |
| 1                                                | 1/16  | «Оденсе»    | 0:1          | «Ліверпуль» | Далгліш                                  |
| 2                                                | 1/16  | «Ліверпуль» | 5:0          | «Оденсе»    | Робінсон (2), Далгліш (2), Клаусен (а/г) |
| 3                                                | 1/8   | «Ліверпуль» | 0:0          | «Атлетік»   |                                          |
| 4                                                | 1/8   | «Атлетік»   | 0:1          | «Ліверпуль» | Раш                                      |
| 5                                                | 1/4   | «Ліверпуль» | 1:0          | «Бенфіка»   | Раш                                      |
| 6                                                | 1/4   | «Бенфіка»   | 1:4          | «Ліверпуль» | Нене — Велан (2), Джонстон, Раш          |
| 7                                                | 1/2   | «Ліверпуль» | 1:0          | «Динамо»    | Семмі Лі                                 |
| 8                                                | 1/2   | «Динамо»    | 1:2          | «Ліверпуль» | Орац — Раш (2)                           |
| 9                                                | Фінал | «Ліверпуль» | 1:1 (п. 4:2) | «Рома»      | Ніл — Пруццо                             |
| Усього: 7 перемог, 2 нічиї, різниця м'ячів 16:3. |       |             |              |             |                                          |

## Деталі
| 9 грудня 1984 12:00 (JST) |

| «Ліверпуль» | 0–1   | «Індепендьєнте» |
| ----------- | ----- | --------------- |
|             | [ 2 ] | Перкудані 6'    |

| Національний стадіон (Токіо) Глядачів: 62,000 Арбітр: Ромуалдо (Бразилія) |

| «Ліверпуль» | «Індепендьєнте» |

| GK        | 1  | Брюс Гроббелар   |     |     |
| RB        | 2  | Філ Ніл          |     |     |
| CB        | 6  | Алан Гансен      |     |     |
| CB        | 15 | Гері Гіллеспі    |     |     |
| LB        | 3  | Алан Кеннеді     |     |     |
| RM        | 10 | Крейг Джонстон   |     |     |
| CM        | 11 | Джон Ворк        |     | 76' |
| CM        | 8  | Ян Мельбю        | 42' |     |
| LM        | 5  | Стів Нікол       |     |     |
| CF        | 7  | Кенні Далгліш    |     |     |
| CF        | 9  | Іан Раш          |     |     |
| Запасні:  |    |                  |     |     |
| GK        | 13 | Боб Болдер       |     |     |
| MF        | 12 | Ронні Велан      |     | 76' |
| MF        | 14 | Кевін Макдональд |     |     |
| FW        | 16 | Майкл Робінсон   |     |     |
| Тренер:   |    |                  |     |     |
| Джо Феган |    |                  |     |     |

| GK             | 1  | Карлос Гоєн        |     |     |
| RB             | 4  | Нестор Клаусен     | 72' |     |
| CB             | 2  | Уго Вільяверде     |     | 74' |
| CB             | 6  | Енцо Троссеро      |     |     |
| LB             | 3  | Карлос Енріке      |     |     |
| RM             | 8  | Рікардо Хіусті     |     |     |
| CM             | 5  | Клаудіо Мараньйоні |     |     |
| LM             | 7  | Хорхе Бурручага    |     |     |
| AM             | 10 | Рікардо Бочині     |     |     |
| CF             | 11 | Алехандро Барберон |     |     |
| CF             | 9  | Хосе Перкудані     |     |     |
| Запасні:       |    |                    |     |     |
| GK             |    | Густаво Моріконі   |     |     |
| DF             |    | Родольфо Ціммерман |     |     |
| DF             | 13 | Педро Монсон       |     | 74' |
| MF             |    | Херардо Рейносо    |     |     |
| MF             |    | Серхіо Мерліні     |     |     |
| Тренер:        |    |                    |     |     |
| Хосе Пасторіса |    |                    |     |     |